# 9 de novembro na história da Alemanha

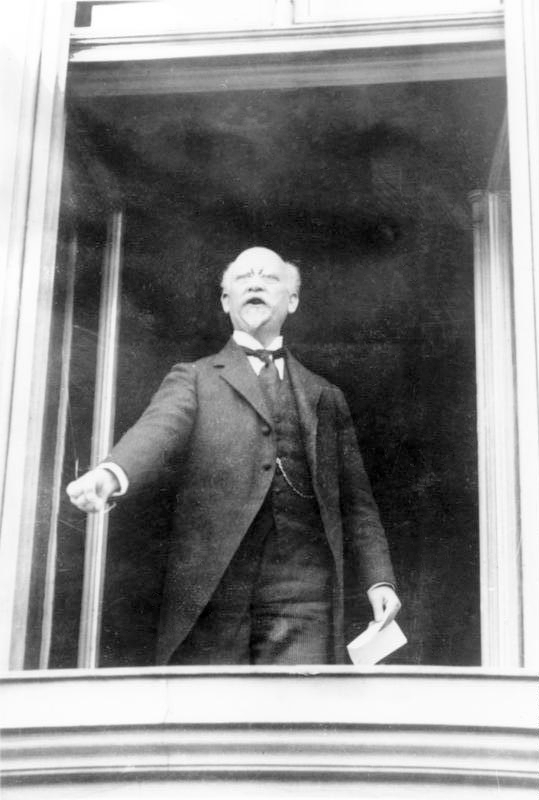
Berlim, 9 de novembro de 1918: Philipp Scheidemann proclama a República.

Schicksalstag (literalmente dia do destino em língua alemã), conhecido internacionalmente também em inglês como Day of fate, é o título dado ao dia 9 de novembro pelos alemães, devido a neste dia terem ocorrido em diversos anos vários acontecimentos importantes para a História da Alemanha. Os mais importantes incluem:
- 1848: foi a data da execução do líder liberal Robert Blum.[1] Este acontecimento é visto frequentemente como simbólico para o fracasso da revolução de 1848.
- 1918: o imperador Guilherme II foi destronado[2] e Philipp Scheidemann proclamou a primeira república da Alemanha, a República de Weimar.[3]
- 1923: deu-se o Putsch de Munique,[4] uma tentativa de golpe de estado que foi a primeira aparição do Partido Nacional Socialista Alemão dos Trabalhadores em público.
- 1938: a Kristallnacht marca o inicio do Holocausto. Foram mortos mais de 90 judeus e queimadas ou destruídas por outras formas muitas sinagogas e outras propriedades dos judeus.[5]
- 1989: caiu o muro de Berlim que tinha sido símbolo para da separação da Alemanha,[6] e dissolveu-se a restante fronteira interna alemã, que tinha custado a vida de muitos alemães que a tentaram atravessar. Este acontecimento é visto como o início da reunificação da Alemanha.

Depois da queda do muro de Berlim o termo Schicksalstag ganhou o seu uso comum. Discutiu-se na Alemanha se 9 de novembro seria o dia nacional do país reunificado, mas por causa da carga negativa do dia pelos acontecimentos de 1923 e de 1938 decidiu-se que não seria adequado celebrar este dia.